# آمپول سارانونت
آمپول سارانونت (انگلیسی: Ampol Saranont؛ زادهٔ ۱۹۳۳)  بازیکن بسکتبال اهل تایلند است. وی در بازی‌های المپیک تابستانی ۱۹۵۶ شرکت کرده‌است.